# Ситник чорний
Ситник чорний (Juncus atratus) — вид рослин з родини ситникових (Juncaceae), поширений у тропічній та помірній Азії.

## Опис
Багаторічна рослина. Кореневище повзуче, 40–70(120) см. Стебла діаметром 2–3.5 мм, порожнисті. Прикореневих листків мало; листові пластини 8–23 см × 1–2.5(3) мм, верхівка гостра. Суцвіття кінцеве, 3–5-гіллясте; квіткових голів 35–70, кулясті, приблизно 6 мм у діаметрі, 6–16 квіткові. Сегменти оцвітини каштаново коричневі, ланцетні. Тичинок 6, 1.5–2 мм; пильовики 0.7–1 мм. Коробочка трикутно-яйцеподібна, 2.2–2.6 мм, верхівка різко стискається з коротким дзьобом. Насіння яйцеподібні, 0.3–0.5 мм, сітчасті.

## Поширення
Поширений у центральній і східній Європі (у тому числі Україні), помірній Азії від Туреччини до Сіньцзяну й Сибіру.